# كياثون أسود
كياثون أسود (الاسم العلمي:Cyathea nigra) هو نوع من النبات يتبع جنس الكياثون من الفصيلة الكياثونية.